# Cerithiidae
Cerithiidae (nomeadas, em inglês, cerith ou horn snail -sing.; este último termo, traduzido para o português, significando "caramujo chifre"; em castelhano, cornete -sing.) é uma família de moluscos gastrópodes marinhos, herbívoros-detritívoros ou que se alimentam de diatomáceas, classificada por J. Fleming, em 1822, e pertencente à subclasse Caenogastropoda. Sua distribuição geográfica abrange principalmente os oceanos tropicais da Terra, embora algumas espécies sejam adaptadas a ambientes mais frios, em bentos lodosos ou arenosos.

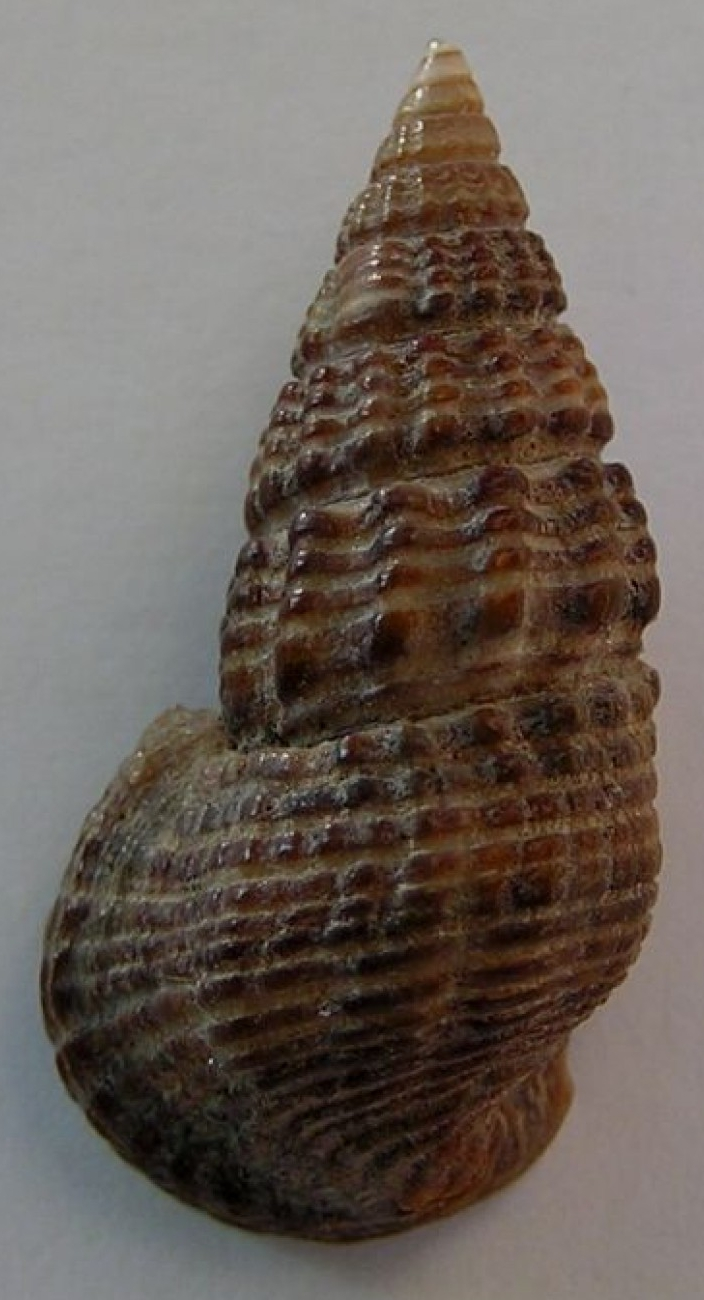
Vista superior de uma concha de Cerithium stercusmuscarum Valenciennes, 1832, espécime da costa pacífica do Panamá.

## Descrição
Compreende, em sua totalidade, caramujos ou búzios de conchas fusiformes e com espiral geralmente alta; normalmente pequenas, com poucas atingindo tamanhos superiores aos 10 centímetros de comprimento; cobertas com um relevo muito esculpido, em sua maioria, às vezes com desenhos e marcações. Sua abertura pode apresentar uma calosidade na região da columela (calo columelar) e também apresentar um canal sifonal destacado e curvo. Opérculo córneo e paucispiral (com poucas voltas).

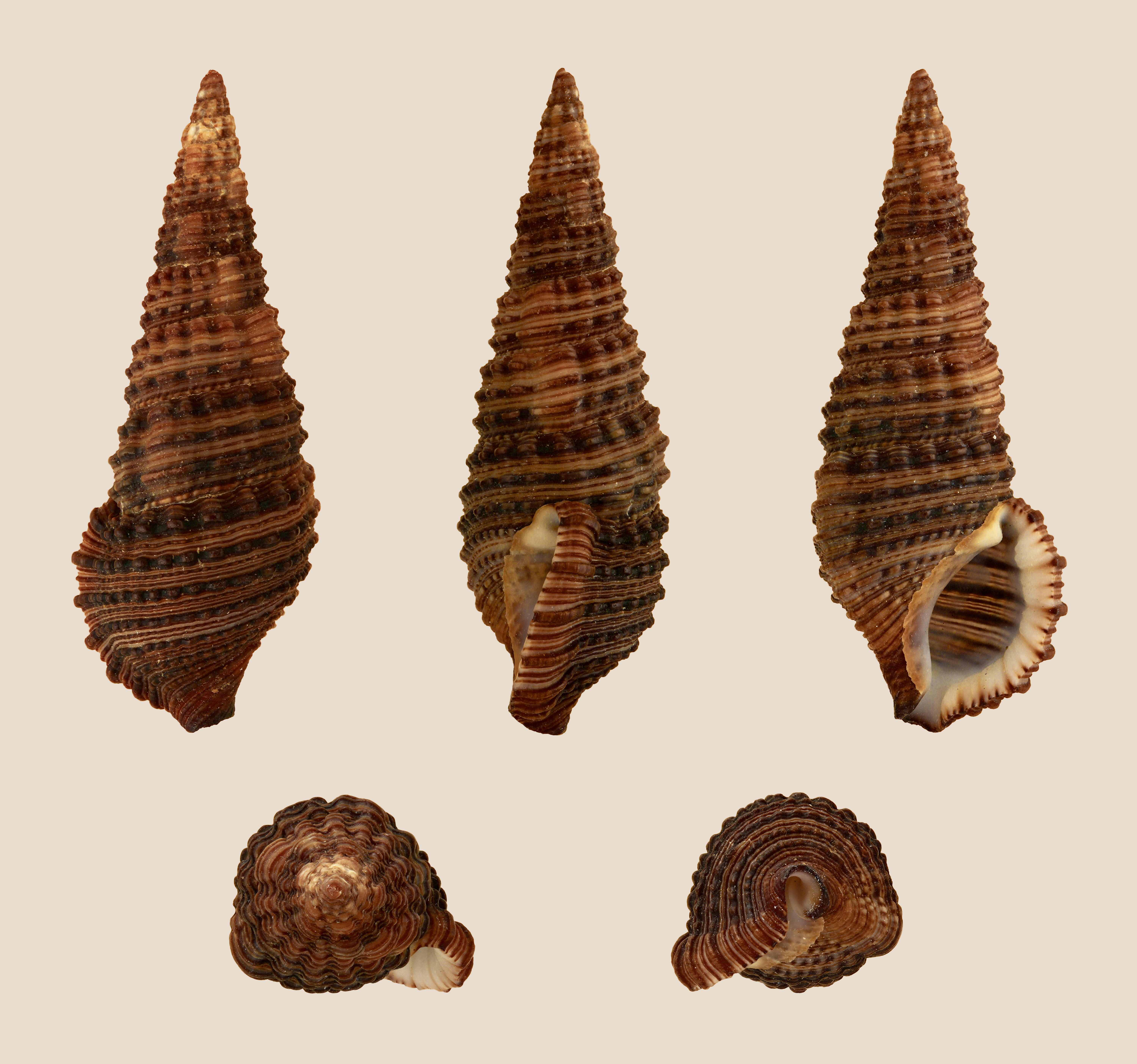
Cinco vistas da concha de Cerithium coralium Kiener, 1841, onde é bem visível a observação do calo columelar na parte superior da abertura de sua concha (à direita).

## Classificação deCerithiidae: subfamílias e gêneros viventes

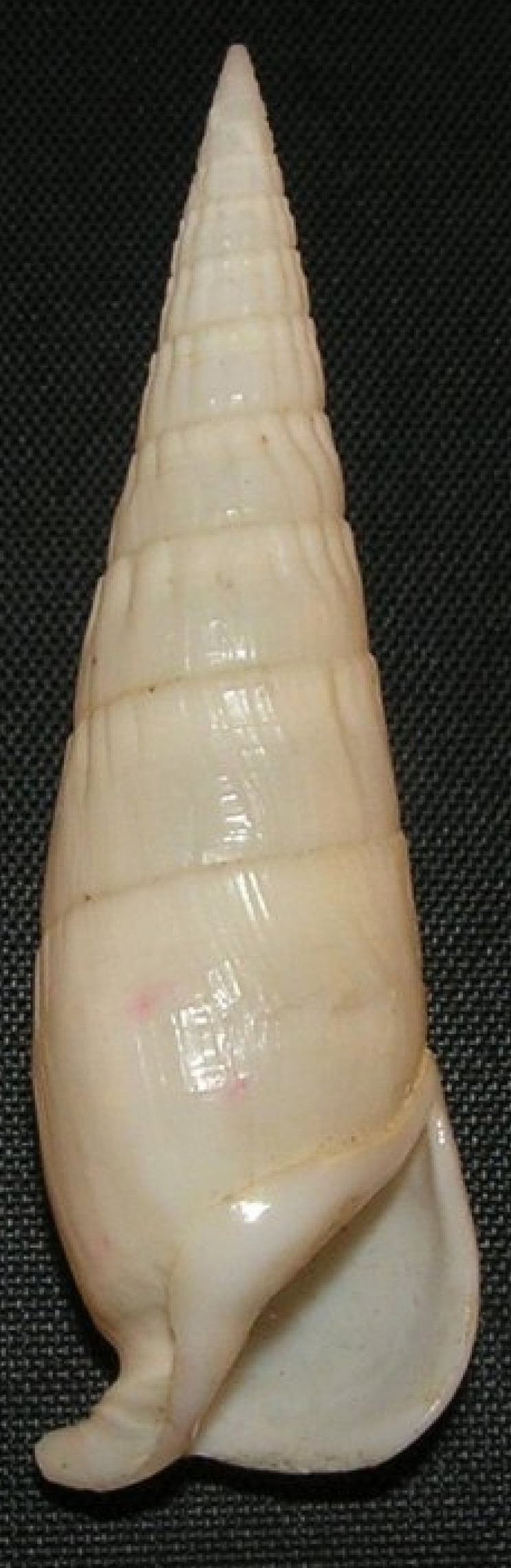
Vista inferior da concha de Rhinoclavis fasciata (Bruguière, 1792), espécime proveniente de Moçambique, África. Esta espécie do Indo-Pacífico apresenta grande variação de coloração.

De acordo com o World Register of Marine Species, suprimidos os sinônimos e gêneros extintos.
Subfamília Bittiinae Cossmann, 1906
Alabina Dall, 1902
Argyropeza Melvill & Standen, 1901
Bittiolum Cossmann, 1906
Bittium Gray, 1847
Cacozeliana Strand, 1928
Cassiella Gofas, 1987
Cerithidium Monterosato, 1884
Ittibittium Houbrick, 1993
Limatium E. E. Strong & Bouchet, 2018
Lirobittium Bartsch, 1911
Neostylidium Doweld, 2013
Pictorium E. E. Strong & Bouchet, 2013
Varicopeza Gründel, 1976
Zebittium Finlay, 1926
Subfamília Cerithiinae J. Fleming, 1822
Cerithioclava Olsson & Harbison, 1953
Cerithium Bruguière, 1789
Clavocerithium Cossmann, 1920
Clypeomorus Jousseaume, 1888
Colina H. Adams & A. Adams, 1854
Fastigiella Reeve, 1848
Glyptozaria Iredale, 1924
Gourmya Bayle, 1884
Liocerithium Tryon, 1887
Pseudovertagus Vignal, 1904
Rhinoclavis Swainson, 1840
Royella Iredale, 1912
- Vista inferior da concha de Rhinoclavis fasciata (Bruguière, 1792), espécime proveniente de Moçambique, África. Esta espécie do Indo-Pacífico apresenta grande variação de coloração.[4]